# Ken Darby
Ken Darby (Nebraska, 13 de maio de 1909 - Sherman Oaks, 24 de janeiro de 1992) foi um compositor, diretor de coral, maestro, arranjador e cantor norte-americano. Estudou e se formou no "Christian College". Seu nome completo de batismo é Kenneth Lorin Darby. Em sua carreira também foi creditado com os pseudônimos "Kenneth Darby" e "The King's Men". Entre seus muitos trabalhos se destacam os filmes "How the West Was Won", "Camelot", Love Me Tender, entre outros. Foi casado com Vera Matson de 1932 até sua morte em 1992, deixou dois filhos.

## Prêmios e Indicações
Todos na categoria "melhor música" ou "melhor trilha sonora"

### Oscar
- Camelot (1967) vencedor [2]
- How the West Was Won (1962) indicado
- Flower Drum Song (1961) indicado
- Porgy and Bess (1959) vencedor[3]
- South Pacific (1958) indicado
- The King and I (1956) vencedor [4]

### Grammy
- Porgy and Bess (1959) vencedor[5]

Obs:Todos os prêmios em conjunto com Alfred Newman ou André Previn.